# Sztuka konceptualna

Polentransport 1981 Josepha Beuysa

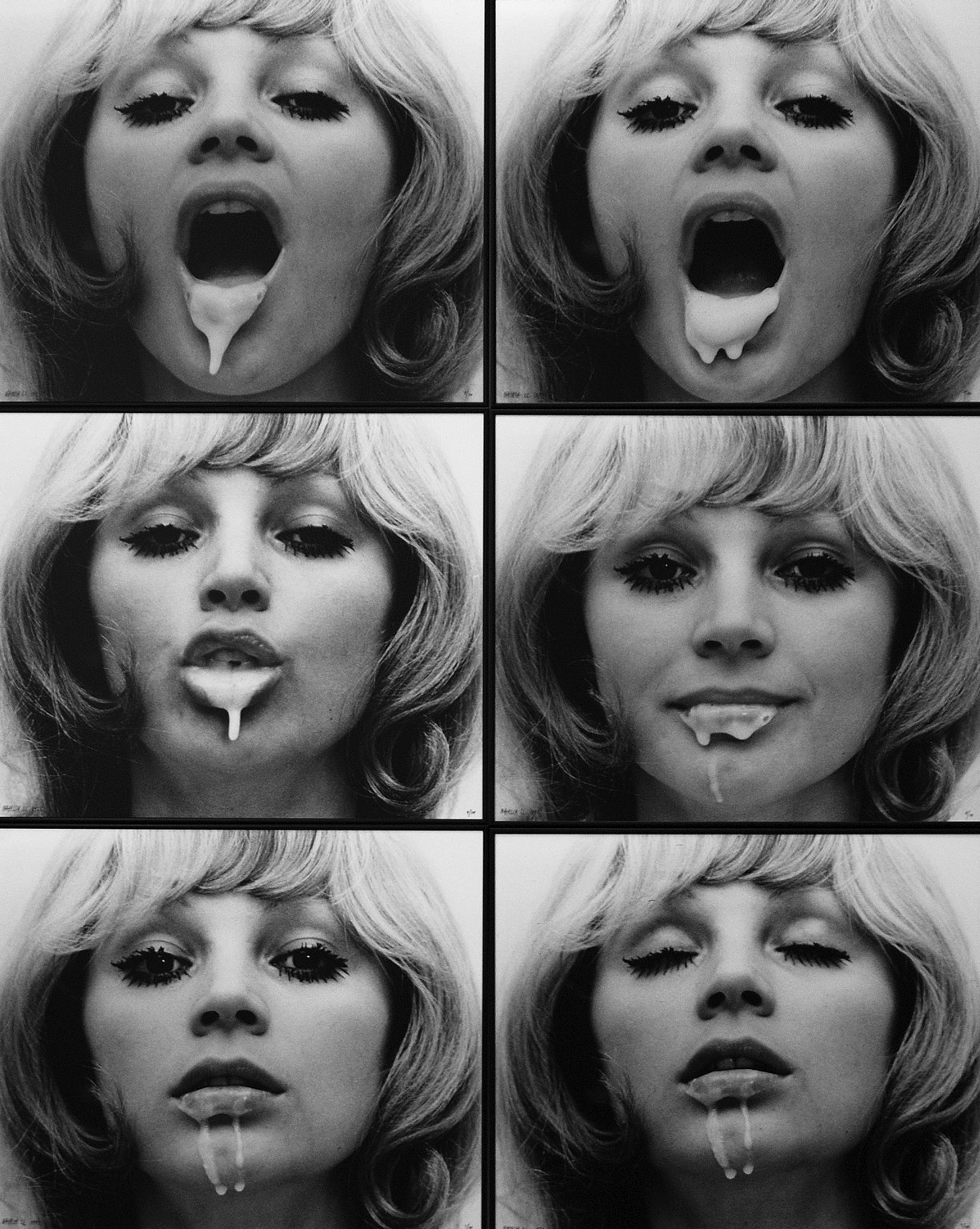
Sztuka Postkonsumpcyjna (1975), Natalia LL

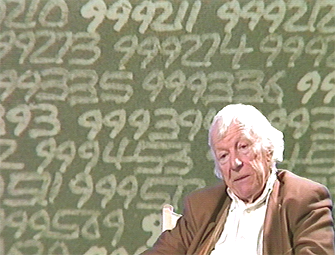
Roman Opałka, 1995

Sztuka konceptualna (od łac. conceptus - pojęcie) – nurt sztuki XX-wiecznej, zasadzający się na eksponowaniu samego procesu twórczego - najważniejszy w dziele sztuki jest koncept, idea. W rezultacie artyści tego nurtu odrzucili prymat przedmiotu nad ideą, przy jednoczesnym mocnym podkreśleniu intelektualnego charakteru twórczości. Inne nazwy to sztuka pojęciowa, zdematerializowana, postprzedmiotowa (post-object art), Kunst-im-Kopf. Terminu peinture conceptuelle użył Guillaume Apollinaire w stosunku do kubizmu, miało to podkreślić intelektualny charakter tego malarstwa. W 1963 ukazał się artykuł Henry Flynta Concept Art, w 1967 Sol LeWitta Paragraphs of Conceptual Art, w roku 1969 grupa Art & Language zaczęła wydawać pismo o tej samej nazwie, wtedy też Joseph Kosuth opublikował artykuł Art after Philosophy.

## Konceptualizm
Konceptualizmem nazywamy kierunek w sztuce nowoczesnej, którego początki sięgają lat 60. Wtedy to w Nowym Jorku zaczął kształtować się styl, który był swoistą odpowiedzią na formalną i dekoracyjną estetykę minimalizmu oraz na sam przedmiot, który odgrywa pierwszoplanową, najważniejszą rolę w pop-arcie. Na zdefiniowanie konceptualizmu zdecydował się R. Atkins, który powiedział, że polega on na „sprowadzeniu sztuki do czystych idei, w które nie ingeruje żadne rzemiosło artystyczne„. Oznaczało to, że artyści konceptualni dają pierwszeństwo idei i jej transpozycji na dzieło sztuki. Uciekano często od tradycyjnych form przekazu takich jak obraz czy rzeźba (nie odrzucano ich jednak). Uważano, iż nie jest ważne samo dzieło sztuki, większą rolę przykładano do samego procesu twórczego, a swoje prace prezentowano w formie filmów, fotografii, inscenizacji, happeningów, performance-ów, płócien wraz z zapisami słownymi lub matematycznymi wzorami mającymi wyrażać jakąś myśl. Przykładem jest koncepcja J. Dibetsa (1941-) – seria zdjęć przesuwającego się po podłodze promienia słonecznego. Rewolucja konceptualna lat 60. nie polegała jednak na zastąpieniu jednej techniki drugą, czyli malarstwa – akcją lub filmem i fotografią. Polegała na zastąpieniu sztuki jako przedmiotu, sztuką jako ideą. W tej koncepcji postać materialna dzieła jest drugoplanowa, a wszystkie techniki artystyczne są równorzędne, także malarstwo.
Konceptualizm wyciągnął najradykalniejsze konsekwencje z procesu dematerializacji i deestetyzacji sztuki zainicjowanego przez awangardę na początku XX wieku. Jako prekursorów można wymienić wielu artystów awangardy zainteresowanych maksymalną intelektualizacją sztuki, m.in. László Moholy-Nagy, Kurt Schwitters, Piet Mondrian, Kazimierz Malewicz itd. Konceptualizm jest zwieńczeniem procesu budowania samoświadomości sztuki.
Konceptualizm można podzielić na dwa zasadnicze nurty: konstruktywistyczno-minimalistyczny oraz dadaistyczny. Pierwszy inspirowany jest dokonaniami Bauhausu i konstruktywistów, w tym nurcie dominuje prostota formy, syntetyczność, minimalizm form wyrazowych i warsztatowych. Drugi nurt wypływa z inspiracji antysztuką z kręgów dadaistycznych, zwłaszcza Marcela Duchampa. Tutaj natomiast dominuje pierwiastek destrukcyjny, złośliwość, pesymistyczny ogląd kondycji ludzkiej.
Marcel Duchamp bywa nazywany patronem konceptualizmu, gdyż po raz pierwszy przesunął zainteresowanie artysty z procesu twórczego i dzieła sztuki na przedmioty gotowe (ready mades), sztuką stawały się one z woli artysty a nie z racji spełniania kategorii estetyki. Podkreślał także rolę przypadku w procesie twórczym jako czynnika decydującego.
Inny wyróżniany podział dzieli konceptualizm na nurt umiarkowany i skrajny. Pierwszy z nich obejmuje zakres sztuki sprowadzonej do idei, prezentowanej za pomocą różnych metod dokumentacji (rysunki, wykresy, diagramy, itp.) o statusie neutralnym dla sztuki, miały one przekazywać niematerialną i ulotną naturę dzieła, same nim nie będąc. Szybko jednak okazało się, że dokumentacja, która miała nie być sztuką, jest sprzedawana, kupowana i wystawiana, a artyści tworząc dokumentację nie potrafią się uwolnić od estetycznych i stylistycznych wyznaczników. Sztuka, która nie chciała nie tylko być kolejnym stylem, ale też odrzucała formę jako swoje zagadnienie, wypracowała swój własny, rozpoznawalny styl.
Wyłonił się wtedy skrajny wariant konceptualizmu, przyjmujący postać metasztuki, czyli dyskursywnej analizy pojęcia sztuki. Nurt ten rozwinęła grupa Art & Language (później przemianowana na Art-Language). Jej członkowie odrzucili w ogóle stronę wizualną, skupili się na teoretycznej analizie samego pojęcia sztuki. Zbliżyło to artystów do teoretyków tak bardzo, że w wielu przypadkach jedyne co odróżniało jednych od drugich to intencja, z jaką przystępowali do działania.

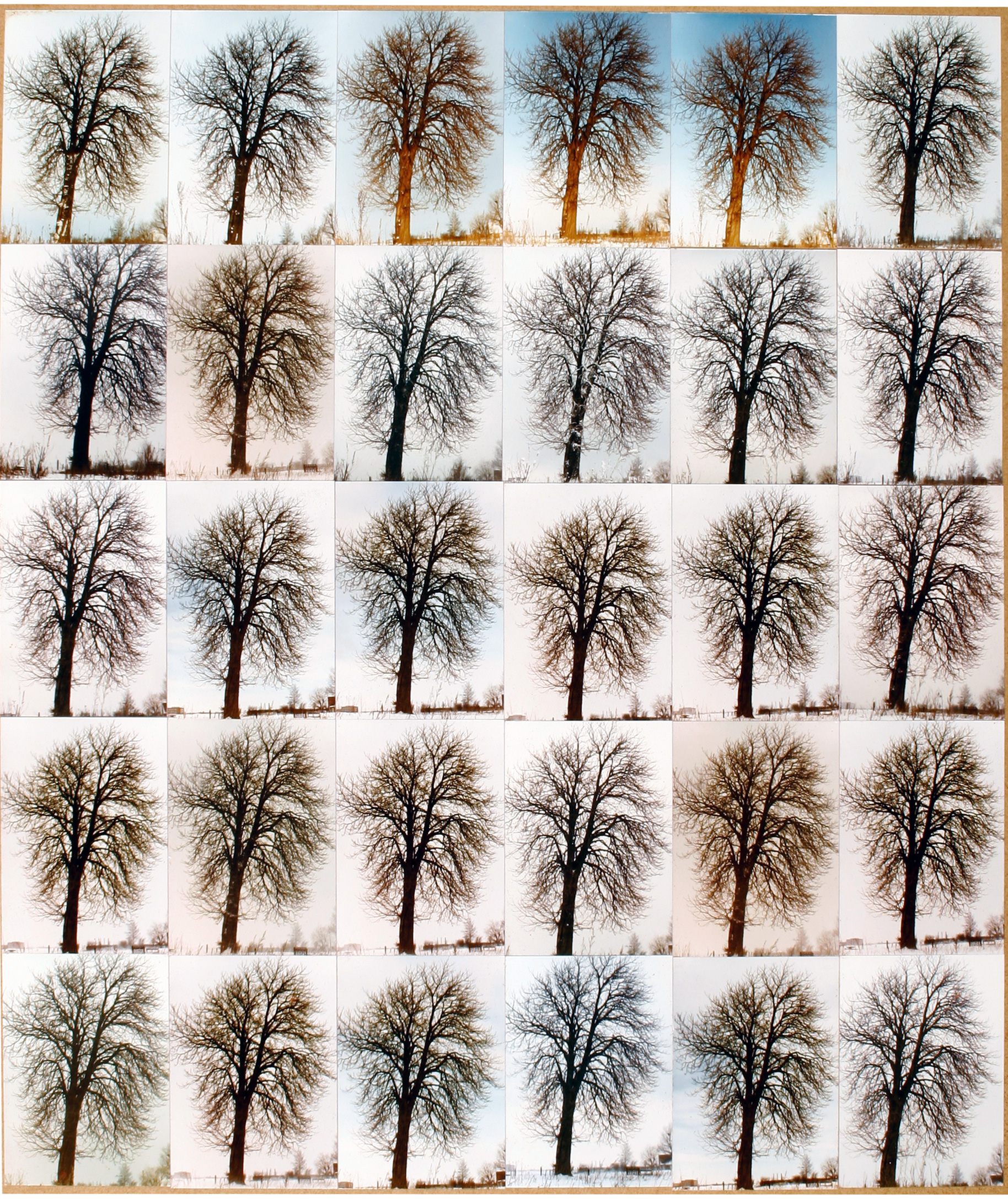
Jacek Tylicki, 365 dni (fragment)

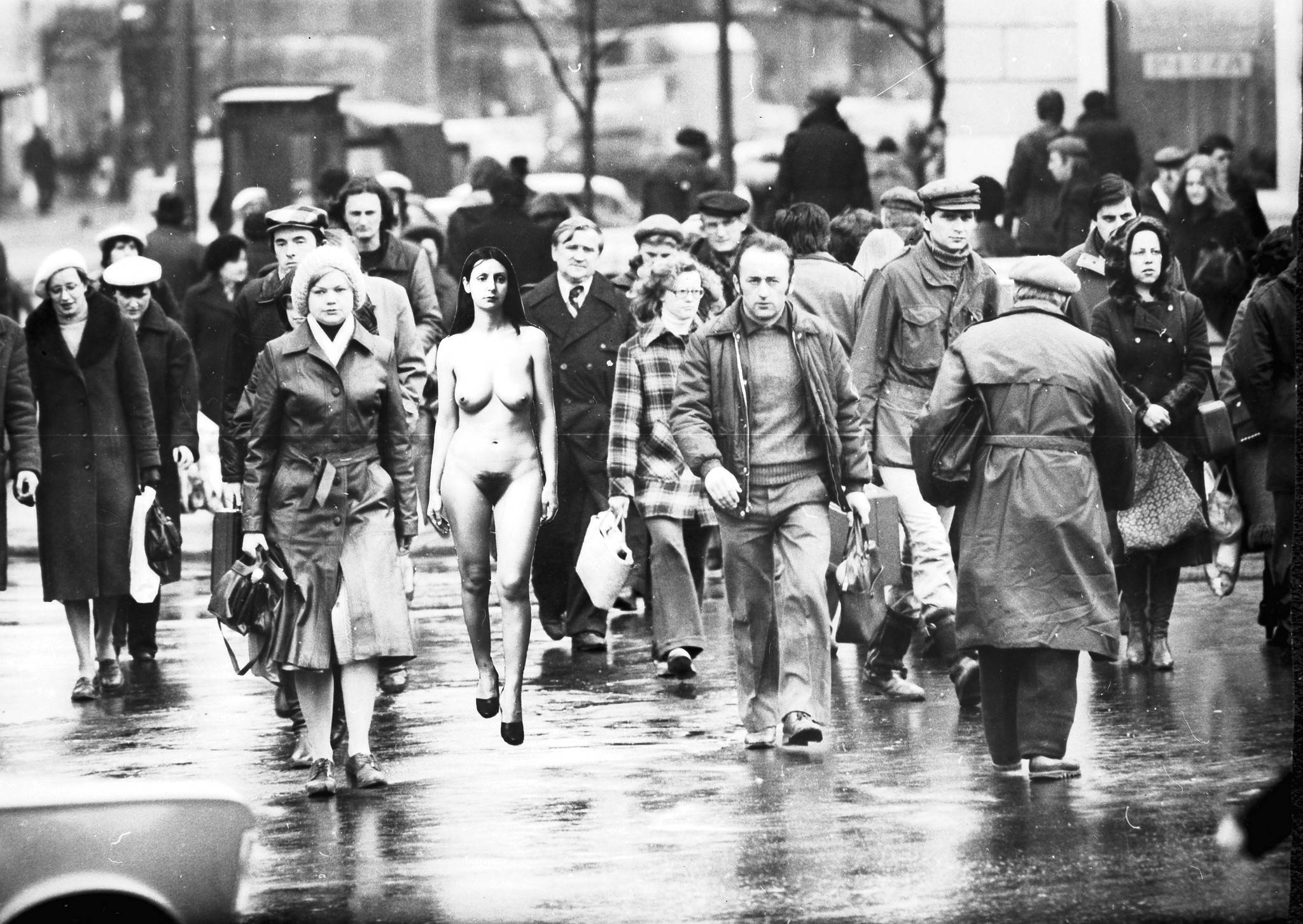
Samoidentyfikacja (1980), Ewa Partum

## Wybrani artyści konceptualni na świecie
- Carl Andre
- Art & Language
- Joseph Beuys
- John Cage
- Ana Mendieta
- Mike Bidlo
- Wim Delvoye
- Claire Fontaine
- Genco Gulan
- Joseph Kosuth
- Barbara Kruger
- Sol LeWitt
- Richard Long
- Piero Manzoni
- Walter De Maria
- Robert Morris
- Bruce Nauman
- Dennis Oppenheim
- Nam June Paik
- Robert Smithson
- Wolf Vostell

### Wybrani polscy artyści konceptualni
- Włodzimierz Borowski
- Lucjan Demidowski
- Zbigniew Dłubak
- Stanisław Dróżdż
- Jerzy Fedorowicz
- Wanda Gołkowska
- Zbigniew Gostomski
- Zbigniew Jeż
- Andrzej Jórczak
- Tadeusz Kantor
- Barbara Kozłowska
- Jarosław Kozłowski
- Edward Krasiński
- Andrzej Książek
- Andrzej Lachowicz
- Natalia LL
- Andrzej Matuszewski
- Andrzej Partum
- Ewa Partum
- Ludmiła Popiel
- Roman Opałka
- Jerzy Rosołowicz
- Kajetan Sosnowski
- Andrzej Szewczyk
- Jerzy Treliński
- Jacek Tylicki
- Ryszard Waśko
- Krzysztof Wodiczko